# Troupe de La Monnaie en 1801

## Composition de la troupe duThéâtre de la Monnaieen1801
L'année théâtrale commence le 19 pluviôse an IX (8 février 1801) et se termine le 30 germinal an X (20 avril 1802).
| Acteurs                         | Actrices            |
| ------------------------------- | ------------------- |
| Lagarenne                       | Rousselois          |
| Garnier                         | Hyacinthe           |
| Alexandre                       | Dumont              |
| Champmêlé                       | Goossens            |
| Calland                         | Lobé                |
| Dubreuil                        | Dubus               |
| Ansoult                         | Decroix             |
| Eugène                          | Gouget              |
| Desfossés                       | Beffroy             |
| Campenhout                      | Saint-Albin         |
| Perceval                        | Perceval            |
| Linsel                          | Lance               |
| Borremans                       |                     |
| Grandval                        |                     |
| Larivière                       |                     |
| Choristes (hommes)              | Choristes (dames)   |
| Grandval                        | Kerkhoven           |
| Larivière                       | Deyris              |
| Margery                         | Margery cadette     |
| Reinders                        | Villers             |
| Mailly                          | La Tour             |
| Borremans cadet                 | Valentine           |
| De Proft                        | Margery aînée       |
| Timmermans                      | De Proft            |
| Bourgeois                       | Pesant              |
| Lafont                          | La Fosse            |
| Lance                           | De Lor              |
| Laurant                         | Le Clerc            |
| Orchestre                       |                     |
| Pauwels, maître de musique      | 2 trompettes        |
| Neyts, second maître de musique | 1 timballier        |
| 16 violons                      | 2 hautbois          |
| 2 altos                         | 2 flûtes            |
| 4 violoncelles                  | 2 clarinettes       |
| 2 contrebasses                  | 2 bassons           |
| 2 cors                          |                     |
| Autre personnel                 |                     |
| Devaux, souffleur               | Michel, magasinier  |
| Debatty, maître machiniste      | Renotte, magasinier |
| Jean Kerkhoven, machiniste      | Berger, magasinier  |
| François Kerkhoven, machiniste  | Janelle, perruquier |
| Vandenende, machiniste          | Marck, perruquier   |
| Nica, machiniste                | Lance, concierge    |

### Source
- Théâtre de la Monnaie, à Bruxelles, sous la régie du Citoyen J. Dubus, Bruxelles, Poublon, s.d. [1801].